# Xanthorhoe molata
Xanthorhoe molata är en fjärilsart som beskrevs av Felder 1875. Xanthorhoe molata ingår i släktet Xanthorhoe och familjen mätare. Inga underarter finns listade i Catalogue of Life.